# Indikan
Indikan oder Pflanzen-Indikan (auch: Indican) ist ein Derivat Indols, das als Vorläufer von Indigo in Pflanzen vorkommt.

## Geschichte
Das Pflanzen-Indikan wurde früher für identisch mit Harn-Indikan gehalten. Letzteres ist eine strukturell verwandte Verbindung und kann bei bestimmten Krankheiten zur Bildung von Indigo im Urin und damit zu einer Blaufärbung führen. Den Unterschied zwischen Pflanzen-Indikan und Harn-Indikan entdeckte 1863 der deutsche Biochemiker Felix Hoppe-Seyler.

## Vorkommen
Pflanzen-Indikan ist ein Glycosid des Indoxyls und kommt natürlich in einigen als Indigopflanzen bezeichneten Pflanzen vor, beispielsweise Isatis tinctoria (Färberwaid) oder Indigofera tinctoria.

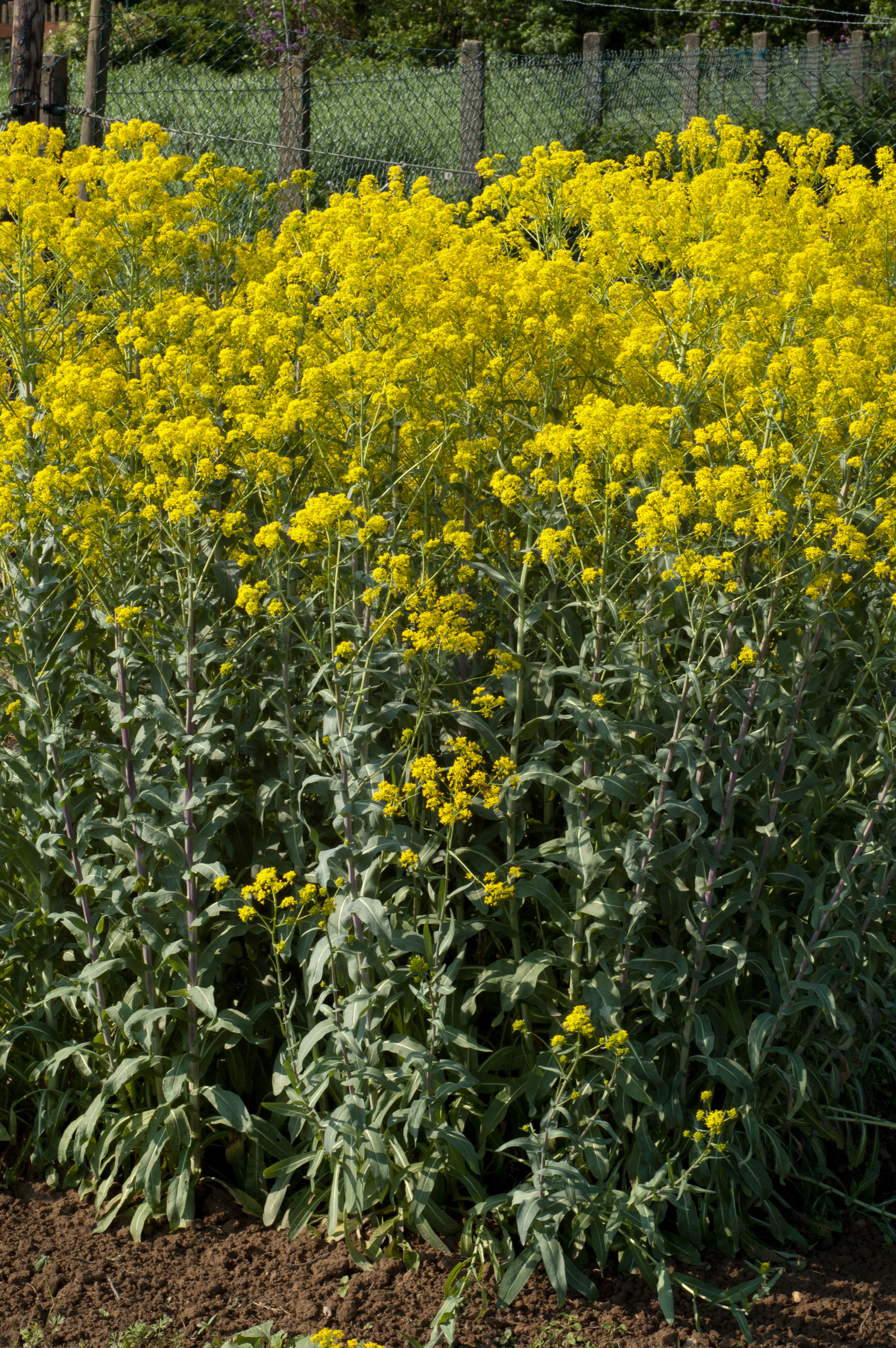
Färberwaid (Isatis tinctoria)
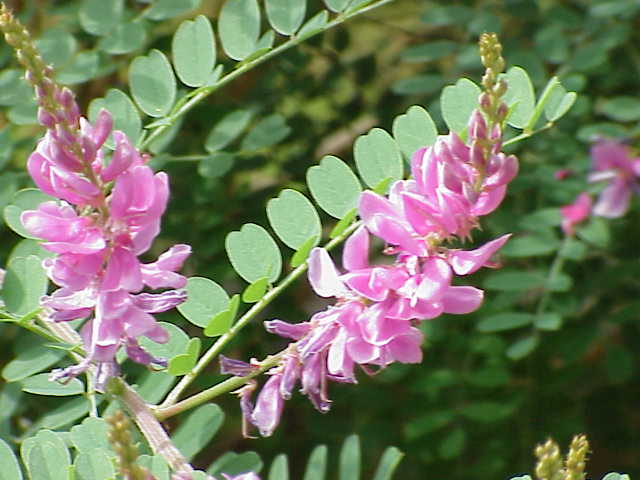
Indigofera tinctoria

## Eigenschaften
Das Indikan ist eine farblose, wasserlösliche Verbindung, die durch Enzyme zu Glucose und gelbem Indoxyl gespalten wird. Durch Oxidation entsteht aus Indoxyl der blaue Farbstoff Indigo.